# Vigor Lamezia Calcio 2005-2006
Questa voce raccoglie le informazioni riguardanti la Vigor Lamezia Calcio nelle competizioni ufficiali della stagione 2005-2006.

## Rosa
| N. |                   | Ruolo | Calciatore              |
| -- | ----------------- | ----- | ----------------------- |
|    | Italia (bandiera) | A     | Alessandro Alessandrì   |
|    | Italia (bandiera) | D     | Bruno Bilotta           |
|    | Italia (bandiera) | A     | Vincenzo Capuozzo       |
|    | Italia (bandiera) | A     | Eugenio Cerra           |
|    | Italia (bandiera) | C     | Giovanni Costanzo       |
|    | Italia (bandiera) | P     | Severo De Felice        |
|    | Italia (bandiera) | P     | Simone Deliperi         |
|    | Italia (bandiera) | C     | Gennaro Di Maio         |
|    | Italia (bandiera) | D     | Bernardino Di Muro      |
|    | Italia (bandiera) | C     | Giovanni Foderaro       |
|    | Italia (bandiera) | P     | Stefano Furlan          |
|    | Italia (bandiera) | A     | Giacinto Manuel Gaetano |
|    | Italia (bandiera) | D     | Filippo Giusino         |
|    | Italia (bandiera) | A     | Simone Miani            |

| N. |                   | Ruolo | Calciatore        |
| -- | ----------------- | ----- | ----------------- |
|    | Italia (bandiera) | A     | Luca Migliorelli  |
|    | Italia (bandiera) | A     | Roberto Pasca     |
|    | Italia (bandiera) | D     | Pasquale Patrizio |
|    | Italia (bandiera) | D     | Marco Petrassi    |
|    | Italia (bandiera) | C     | Andrea Pippa      |
|    | Italia (bandiera) | D     | Gennaro Porpora   |
|    | Italia (bandiera) | D     | Salvatore Ricca   |
|    | Italia (bandiera) | C     | Antonio Rocca     |
|    | Italia (bandiera) | D     | Antonio Rogazzo   |
|    | Italia (bandiera) | D     | Antonio Scerbo    |
|    | Italia (bandiera) | D     | Francesco Scuteri |
|    | Italia (bandiera) | A     | Najib Sekkoum     |
|    | Italia (bandiera) | C     | Claudio Zaminga   |